# 3180 Morgan
3180 Morgan è un asteroide della fascia principale. Scoperto nel 1962, presenta un'orbita caratterizzata da un semiasse maggiore pari a 2,2299773 UA e da un'eccentricità di 0,1485136, inclinata di 5,27442° rispetto all'eclittica.
L'asteroide è dedicato all'astronomo statunitense William W. Morgan.